# Der Traum des Joachim
Der Traum des Joachim ist ein Fresko in der Cappella degli Scrovegni in Padua. Es wurde vom italienischen Maler Giotto di Bondone in den Jahren 1303–1307 angefertigt. Es gehört in die Reihe der verbildlichten Offenbarungsträume, in denen dem Schlafenden Zukünftiges eröffnet wird.
Das Fresko (185 × 205 cm) besteht aus zwei Teilen:
- Das linke, große Bild (etwa 3/5 der Fläche) und
- das rechte, schmale Bild (etwa 2/5 der Fläche).

Beide Teile werden von mehreren Leisten mit Blatt- und Blumenverzierungen umrahmt.

## Beschreibung
Vor einer die untere Bildhälfte ausfüllenden fast weißen Gebirgslandschaft sitzt rechts der heilige Joachim. Er trägt einen blassrosa Umhang, stützt seinen Kopf auf den rechten Arm und schläft.  Sein Kopf ist umgeben von einem Heiligenschein. Er sitzt vor einer weißen Klause, die zum Betrachter hin eine Öffnung hat.
In Bildmitte befindet sich eine Schlucht, in der drei Schafe und zwei Ziegen grasen und ein Hund über sie wacht. Auf der linken Seite stehen zwei Hirten (hintereinander). Der Vordere stützt sich auf einen Stab. Er trägt einen rosa Überwurf und einen dazu passenden Hut. Der Hintere einen bräunlichen Hirtenkittel mit Kapuze. Beide schauen nach rechts oben zum Engel.
Der Hintergrund (Himmel) hat eine leuchtend blaue Farbe. Auf der linken Seite schwebt ein Engel. Er trägt ein weißes Gewand mit Goldbordüren. Er zeigt mit der rechten Hand auf den heiligen Joachim; es scheint, als flöge er auf ihn zu. Die Flügel sind nach oben gerichtet. Die braunen Haare sind von einem Heiligenschein umgeben.

### Rechtes Bild
Das schmale, rechteckige Bild besteht aus drei übereinanderstehenden Ornamenten (weiß). Das obere und untere sind fast identisch: geometrisch, quadratisch mit einer Blüte in der Mitte.
Das Ornament in der Mitte sieht aus wie ein Fenster, an dem der heilige Joachim steht. Man sieht von vorn seinen Kopf mit Haaren, Vollbart und Heiligenschein und seinen Oberkörper (gleich gekleidet, wie auf dem anderen Bild).

### Farbe
Der Himmel hat eine kräftige azurblaue Farbe. Alle anderen Farben sind Pastellfarben, blass und deckend.

### Raum
Der Raum bekommt durch die Felsen eine Tiefenwirkung.
Die Hauptrichtungen sind in oben und unten geteilt. Die obere Hälfte wird durch den Engel bestimmt, die untere durch die Personen und Tiere. Die Schlucht in der Mitte teilt das Bild zusätzlich in zwei senkrechte Hälften.

## Textquelle
Die Textquelle für das Bild ist die Geschichte von Anna und Joachim, den Eltern Marias, der Mutter Jesu, im apokryphen Protevangelium des Jakobus. Dort wird die Geschichte des Priesters Joachim erzählt, der mit seiner Frau Anna in Jerusalem gelebt hat. Eines Tages wurde Joachims Opfer im Tempel vom Oberpriester abgelehnt, da Joachim mit seiner Frau nach zwanzigjähriger Ehe noch kein Kind gezeugt hatte. Daraufhin erschien Joachim bei der Feldarbeit im Traum ein Engel, der ihm die Geburt eines Kindes weissagte.